# Свирский, Евгений Антонович
Евгений Антонович Свирский (1883—1949) — русский и советский военный деятель и педагог, ведущий учёный в области электросвязи, профессор, инженер-полковник (1943). Начальник Военной электротехнической академии РККА (1928—1932). Директор ЛЭТИ (1944—1945). Герой Труда (1932).

## Биография
Родился 22 января 1883 года в Херсоне в семье офицера.

### В составе Русской императорской армии
С 1900 года после окончания Московского 3-го кадетского корпуса поступил в Николаевское инженерное училище, которое окончил в 1902 году по I разряду. С 1902 по 1904 год служил субалтерн-офицером в 8-м сапёрном и 8-м понтонном батальонах. С 1904 года был переведён в 1-й Восточно-Сибирский понтонный батальон, участник Русско-японской войны. За участие в войне был награждён рядом боевых наград, в том числе орденами Святого Станислава 3-й степени с мечами и бантом и Святой Анны 4-й степени с надписью "за храбрость".
С 1907 по 1908 год — помощник начальника Хабаровской местной станции искрового телеграфа. С 1908 по 1909 год — исполняющий должность начальника Иманской станции искрового телеграфа. С 1908 по 1910 год обучался в Офицерской электротехнической школе, которую закончил по I разряду. С 1910 по 1914 год на научно-педагогической работе в Офицерской электротехнической школе в качестве преподавателя и заведующего практическими занятиями. С 1914 по 1917 год — начальник Царскосельской радиостанции.

### Советский период
С 1917 года вновь на педагогической работе в Офицерской электротехнической школе, переименованной в 1919 году в Высшую военную электротехническую школу комсостава РККА, где с 1919 по 1926 год работает в качестве преподавателя,  начальника учебного отдела и профессора. С 1926 по 1929 год — начальник Военного электротехнического отделения Ленинградского электротехнического института имени В. И. Ульянова-Ленина. С 1929 по 1932 год — начальник Электротехнического факультета Военно-технической академии РККА имени Ф. Э. Дзержинского (с 1932 года — Военная электротехническая академия РККА). С 1932 по 1949 год профессор этой академии (с 1946 года переименованной в Военную Краснознамённую академию связи им. С. М. Будённого.
Одновременно с основной деятельности с 1930 года занимался научно-педагогической работой в Ленинградском электротехническом институте имени В. И. Ульянова-Ленина, был организатором и с 1930 по 1949 год являлся заведующим кафедры Электрических измерений. С 1944 по 1945 год — директор этого института и с 1945 по 1949 год являлся заместителем директора этого института по научной и учебной работе.
Скончался 1 сентября 1949 года в Ленинграде.

## Награды

### Советские
- Герой Труда (1932)[4][5]
- Орден Красной Звезды (20.06.1949)
- Орден «Знак Почёта» (1936)
- Медаль «За оборону Ленинграда»
- Медаль «За победу над Германией в Великой Отечественной войне 1941—1945 гг.» (09.08.1945)[10][11]

### Российской империи
- Орден Святого Владимира 4-й степени (12.12.1916)
- Высочайшее благоволение (06.10.1916)
- Орден Святой Анны 2-й степени (08.11.1915)
- Орден Святого Станислава 2-й степени (06.12.1913)
- Орден Святой Анны 3-й степени (16.06.1910)
- Орден Святого Станислава 3-й степени с мечами и бантом (03.09.1905)
- Орден Святой Анны 4-й степени с надписью "за храбрость" (05.11.1904)
- Медаль «В память 100-летия Отечественной войны 1812 года» (04.07.1913)
- Медаль «В память 300-летия царствования дома Романовых» (1913)[1]